# Liste des planètes mineures non numérotées découvertes en juillet 2017
Pour un article plus général, voir Liste des planètes mineures non numérotées découvertes en 2017.
Pour un article plus général, voir Liste des planètes mineures.
Cet article dresse la liste des planètes mineures (astéroïdes, centaures, objets transneptuniens et assimilés) non numérotées découvertes en juillet 2017 dans l'ordre de leur découverte.
Au 15 janvier 2025, 661 077 des 1 434 993 planètes mineures répertoriées par le Centre des planètes mineures ne sont pas encore numérotées, soit 46,07 %.

## Rappel concernant la désignation provisoire
La désignation provisoire indique l'ordre de découverte de ces objets. En effet, cette désignation est composée de l'année de découverte (par exemple 2017) suivie de la quinzaine (demi-mois) de découverte (p.e. A = 1-15 janvier) puis de l'ordre de découverte dans cette quinzaine. Cet ordre est indiqué par une lettre et éventuellement un chiffre comme suit : A pour la première découverte, B pour la deuxième, ..., Z pour la 25e (le I n'est pas utilisé pour éviter la confusion avec 1), A1 pour la 26e, B1 pour la 27e, etc. , Z1 pour la 50e, A2 pour la 51e, B2 pour la 52e, etc. L'ordre de la numérotation ne suit donc pas l'ordre alphanumérique. 2017 AA1 suit ainsi 2017 AZ et précède 2017 AB1.

## Liste

### Du1erau 15 juillet 2017
- 2017 NA
- 2017 NB
- 2017 NC
- 2017 ND
- 2017 NE
- 2017 NG
- 2017 NH
- 2017 NK
- 2017 NQ
- 2017 NW
- 2017 NA1
- 2017 NH1
- 2017 NM1
- 2017 NQ1
- 2017 NW1
- 2017 ND2
- 2017 NJ2
- 2017 NK2
- 2017 NL2
- 2017 NM2
- 2017 NW2
- 2017 NY2
- 2017 NA3
- 2017 NE3
- 2017 NH3
- 2017 NM3
- 2017 NT3
- 2017 NX3
- 2017 NY3
- 2017 NZ3
- 2017 NF4
- 2017 NJ4
- 2017 NN4
- 2017 NP4
- 2017 NA5
- 2017 NC5
- 2017 NN5
- 2017 NQ5
- 2017 NS5
- 2017 NT5
- 2017 NV5
- 2017 NW5
- 2017 NX5
- 2017 NZ5
- 2017 NC6
- 2017 NE6
- 2017 NH6
- 2017 NJ6
- 2017 NK6
- 2017 NL6
- 2017 NM6
- 2017 NN6
- 2017 NO6
- 2017 NP6
- 2017 NQ6
- 2017 NR6
- 2017 NS6
- 2017 NT6
- 2017 NU6
- 2017 NY6
- 2017 NB7
- 2017 NC7
- 2017 ND7
- 2017 NE7
- 2017 NF7
- 2017 NG7
- 2017 NH7
- 2017 NL7
- 2017 NM7
- 2017 NN7
- 2017 NP7
- 2017 NQ7
- 2017 NR7
- 2017 NS7
- 2017 NU7
- 2017 NW7
- 2017 NX7
- 2017 NZ7
- 2017 NA8
- 2017 NC8
- 2017 ND8
- 2017 NE8
- 2017 NF8
- 2017 NG8
- 2017 NH8
- 2017 NK8
- 2017 NL8
- 2017 NN8
- 2017 NO8
- 2017 NP8
- 2017 NQ8
- 2017 NR8
- 2017 NS8
- 2017 NT8
- 2017 NU8
- 2017 NV8
- 2017 NW8
- 2017 NX8
- 2017 NY8
- 2017 NZ8
- 2017 NA9
- 2017 NB9
- 2017 NC9
- 2017 ND9
- 2017 NE9
- 2017 NF9
- 2017 NG9
- 2017 NJ9
- 2017 NK9
- 2017 NL9
- 2017 NM9
- 2017 NN9
- 2017 NO9
- 2017 NP9
- 2017 NR9
- 2017 NS9
- 2017 NU9
- 2017 NV9
- 2017 NW9
- 2017 NX9
- 2017 NY9
- 2017 NZ9
- 2017 NA10
- 2017 NB10
- 2017 NC10
- 2017 ND10
- 2017 NE10
- 2017 NF10
- 2017 NG10
- 2017 NH10
- 2017 NJ10
- 2017 NK10
- 2017 NL10
- 2017 NM10
- 2017 NN10
- 2017 NO10
- 2017 NP10
- 2017 NQ10
- 2017 NR10
- 2017 NS10
- 2017 NT10
- 2017 NV10
- 2017 NW10
- 2017 NX10
- 2017 NY10
- 2017 NZ10
- 2017 NA11
- 2017 NB11
- 2017 NC11
- 2017 ND11
- 2017 NE11
- 2017 NF11
- 2017 NH11
- 2017 NJ11
- 2017 NK11
- 2017 NL11
- 2017 NM11
- 2017 NN11
- 2017 NO11
- 2017 NP11
- 2017 NQ11
- 2017 NR11
- 2017 NS11
- 2017 NT11
- 2017 NU11
- 2017 NV11
- 2017 NX11
- 2017 NY11
- 2017 NC12
- 2017 NE12
- 2017 NF12
- 2017 NG12
- 2017 NH12
- 2017 NJ12
- 2017 NK12
- 2017 NL12
- 2017 NM12
- 2017 NO12
- 2017 NP12
- 2017 NQ12
- 2017 NR12
- 2017 NS12
- 2017 NT12
- 2017 NA13
- 2017 NC13
- 2017 ND13
- 2017 NE13
- 2017 NF13
- 2017 NG13
- 2017 NH13
- 2017 NK13
- 2017 NM13
- 2017 NN13
- 2017 NO13
- 2017 NP13
- 2017 NQ13
- 2017 NR13
- 2017 NS13
- 2017 NT13
- 2017 NU13
- 2017 NW13
- 2017 NX13
- 2017 NY13
- 2017 NZ13
- 2017 NA14
- 2017 NB14
- 2017 NC14
- 2017 ND14
- 2017 NE14
- 2017 NF14
- 2017 NH14
- 2017 NJ14
- 2017 NK14
- 2017 NL14
- 2017 NM14
- 2017 NN14
- 2017 NO14
- 2017 NP14
- 2017 NQ14
- 2017 NR14
- 2017 NS14
- 2017 NT14
- 2017 NU14
- 2017 NV14
- 2017 NW14
- 2017 NX14
- 2017 NY14
- 2017 NZ14
- 2017 NA15
- 2017 NB15
- 2017 NC15
- 2017 ND15
- 2017 NE15
- 2017 NF15
- 2017 NJ15
- 2017 NK15
- 2017 NL15
- 2017 NN15
- 2017 NO15
- 2017 NP15
- 2017 NQ15
- 2017 NR15
- 2017 NS15
- 2017 NT15
- 2017 NU15
- 2017 NV15
- 2017 NW15
- 2017 NX15
- 2017 NY15
- 2017 NZ15
- 2017 NA16
- 2017 NB16
- 2017 ND16
- 2017 NF16
- 2017 NG16
- 2017 NH16
- 2017 NM16
- 2017 NN16
- 2017 NO16
- 2017 NP16
- 2017 NQ16
- 2017 NU16
- 2017 NV16
- 2017 NW16
- 2017 NX16
- 2017 NY16
- 2017 NZ16
- 2017 NA17
- 2017 NB17
- 2017 NC17
- 2017 ND17
- 2017 NE17
- 2017 NF17
- 2017 NG17
- 2017 NH17
- 2017 NJ17
- 2017 NK17
- 2017 NL17
- 2017 NM17
- 2017 NN17
- 2017 NO17
- 2017 NP17
- 2017 NQ17
- 2017 NR17
- 2017 NT17
- 2017 NU17
- 2017 NW17
- 2017 NX17
- 2017 NB18
- 2017 NC18
- 2017 ND18
- 2017 NE18
- 2017 NF18
- 2017 NG18
- 2017 NJ18
- 2017 NK18
- 2017 NL18
- 2017 NM18
- 2017 NN18
- 2017 NO18
- 2017 NP18
- 2017 NS18
- 2017 NT18
- 2017 NU18
- 2017 NW18
- 2017 NX18
- 2017 NZ18
- 2017 NA19
- 2017 NB19
- 2017 NC19
- 2017 NE19
- 2017 NF19
- 2017 NG19
- 2017 NH19
- 2017 NJ19
- 2017 NK19
- 2017 NN19
- 2017 NO19
- 2017 NQ19
- 2017 NR19
- 2017 NU19
- 2017 NV19
- 2017 NY19
- 2017 NZ19
- 2017 NA20
- 2017 ND20
- 2017 NE20
- 2017 NF20
- 2017 NG20
- 2017 NH20
- 2017 NJ20
- 2017 NK20
- 2017 NL20
- 2017 NM20
- 2017 NN20
- 2017 NO20
- 2017 NP20
- 2017 NQ20
- 2017 NR20
- 2017 NS20
- 2017 NT20
- 2017 NU20
- 2017 NV20
- 2017 NW20
- 2017 NX20
- 2017 NY20
- 2017 NZ20
- 2017 NA21
- 2017 NB21
- 2017 NC21
- 2017 ND21
- 2017 NE21
- 2017 NF21
- 2017 NG21
- 2017 NH21
- 2017 NJ21
- 2017 NK21
- 2017 NL21
- 2017 NM21
- 2017 NN21
- 2017 NO21
- 2017 NP21
- 2017 NQ21
- 2017 NR21
- 2017 NS21
- 2017 NT21
- 2017 NU21
- 2017 NV21
- 2017 NW21
- 2017 NX21
- 2017 NY21
- 2017 NZ21
- 2017 NA22
- 2017 NB22
- 2017 NC22
- 2017 ND22
- 2017 NE22
- 2017 NF22
- 2017 NG22
- 2017 NH22
- 2017 NJ22
- 2017 NK22
- 2017 NL22
- 2017 NM22
- 2017 NN22
- 2017 NO22
- 2017 NQ22
- 2017 NR22
- 2017 NS22
- 2017 NT22
- 2017 NU22
- 2017 NV22
- 2017 NW22
- 2017 NX22
- 2017 NY22
- 2017 NZ22
- 2017 NA23
- 2017 NB23
- 2017 NC23
- 2017 ND23
- 2017 NE23
- 2017 NF23
- 2017 NG23
- 2017 NH23
- 2017 NJ23
- 2017 NK23
- 2017 NL23
- 2017 NM23
- 2017 NN23
- 2017 NO23
- 2017 NP23
- 2017 NQ23
- 2017 NR23
- 2017 NS23
- 2017 NT23
- 2017 NU23
- 2017 NV23
- 2017 NW23
- 2017 NX23
- 2017 NY23
- 2017 NZ23
- 2017 NA24
- 2017 NB24
- 2017 NC24
- 2017 ND24
- 2017 NE24
- 2017 NF24
- 2017 NG24
- 2017 NH24
- 2017 NK24
- 2017 NL24
- 2017 NM24
- 2017 NN24
- 2017 NO24
- 2017 NP24
- 2017 NQ24
- 2017 NR24
- 2017 NS24
- 2017 NT24
- 2017 NU24
- 2017 NV24
- 2017 NW24
- 2017 NX24
- 2017 NY24
- 2017 NZ24
- 2017 NA25
- 2017 NB25
- 2017 NC25
- 2017 ND25
- 2017 NE25
- 2017 NF25
- 2017 NG25
- 2017 NJ25
- 2017 NK25
- 2017 NL25
- 2017 NM25
- 2017 NN25
- 2017 NO25
- 2017 NP25
- 2017 NQ25
- 2017 NR25
- 2017 NS25
- 2017 NT25
- 2017 NU25
- 2017 NW25
- 2017 NX25
- 2017 NY25
- 2017 NZ25
- 2017 NA26
- 2017 NB26
- 2017 NC26
- 2017 NE26
- 2017 NF26
- 2017 NG26
- 2017 NH26
- 2017 NK26
- 2017 NL26
- 2017 NM26
- 2017 NN26
- 2017 NO26
- 2017 NP26
- 2017 NQ26
- 2017 NT26
- 2017 NU26
- 2017 NV26
- 2017 NW26
- 2017 NY26
- 2017 NZ26
- 2017 NA27
- 2017 NC27
- 2017 ND27
- 2017 NE27
- 2017 NF27
- 2017 NG27
- 2017 NJ27
- 2017 NK27
- 2017 NL27
- 2017 NM27
- 2017 NN27
- 2017 NO27
- 2017 NP27
- 2017 NQ27
- 2017 NR27
- 2017 NS27
- 2017 NT27
- 2017 NU27
- 2017 NV27
- 2017 NX27
- 2017 NY27
- 2017 NZ27
- 2017 NA28
- 2017 NC28
- 2017 ND28
- 2017 NE28
- 2017 NF28
- 2017 NG28
- 2017 NH28
- 2017 NJ28
- 2017 NK28
- 2017 NL28
- 2017 NM28
- 2017 NN28
- 2017 NO28
- 2017 NP28
- 2017 NQ28
- 2017 NR28
- 2017 NS28
- 2017 NT28
- 2017 NU28
- 2017 NV28
- 2017 NW28
- 2017 NX28
- 2017 NY28
- 2017 NZ28
- 2017 NA29
- 2017 NB29
- 2017 NC29
- 2017 ND29
- 2017 NE29
- 2017 NF29
- 2017 NG29
- 2017 NJ29
- 2017 NK29
- 2017 NL29
- 2017 NM29
- 2017 NN29
- 2017 NO29
- 2017 NP29
- 2017 NQ29
- 2017 NR29
- 2017 NS29
- 2017 NT29
- 2017 NU29
- 2017 NV29
- 2017 NW29
- 2017 NX29
- 2017 NY29
- 2017 NZ29
- 2017 NA30
- 2017 NB30
- 2017 NC30
- 2017 ND30
- 2017 NE30
- 2017 NF30
- 2017 NG30
- 2017 NH30
- 2017 NJ30
- 2017 NK30
- 2017 NL30
- 2017 NM30
- 2017 NN30
- 2017 NO30
- 2017 NP30
- 2017 NQ30
- 2017 NR30
- 2017 NS30
- 2017 NT30
- 2017 NU30
- 2017 NV30
- 2017 NW30
- 2017 NX30
- 2017 NY30
- 2017 NZ30
- 2017 NA31
- 2017 NC31
- 2017 ND31
- 2017 NE31
- 2017 NF31
- 2017 NG31
- 2017 NH31
- 2017 NJ31
- 2017 NK31
- 2017 NL31
- 2017 NM31
- 2017 NN31
- 2017 NO31
- 2017 NP31
- 2017 NQ31
- 2017 NR31
- 2017 NS31
- 2017 NT31
- 2017 NU31
- 2017 NV31
- 2017 NW31
- 2017 NX31
- 2017 NY31
- 2017 NZ31
- 2017 NA32
- 2017 NB32
- 2017 NC32
- 2017 ND32
- 2017 NE32
- 2017 NF32
- 2017 NG32
- 2017 NH32
- 2017 NJ32
- 2017 NK32
- 2017 NL32
- 2017 NM32
- 2017 NN32
- 2017 NO32
- 2017 NP32
- 2017 NQ32
- 2017 NR32
- 2017 NS32
- 2017 NU32
- 2017 NV32
- 2017 NW32
- 2017 NX32
- 2017 NY32
- 2017 NZ32
- 2017 NA33
- 2017 NB33
- 2017 ND33
- 2017 NE33
- 2017 NF33
- 2017 NG33
- 2017 NH33
- 2017 NJ33
- 2017 NK33
- 2017 NL33
- 2017 NM33
- 2017 NN33
- 2017 NO33
- 2017 NP33
- 2017 NQ33
- 2017 NR33
- 2017 NS33
- 2017 NT33
- 2017 NV33
- 2017 NX33
- 2017 NY33
- 2017 NZ33
- 2017 NA34
- 2017 NB34
- 2017 NC34
- 2017 ND34
- 2017 NE34
- 2017 NF34
- 2017 NG34
- 2017 NH34
- 2017 NJ34
- 2017 NK34
- 2017 NL34
- 2017 NM34
- 2017 NN34
- 2017 NO34
- 2017 NP34
- 2017 NQ34
- 2017 NR34
- 2017 NS34
- 2017 NT34
- 2017 NU34
- 2017 NV34
- 2017 NW34
- 2017 NX34
- 2017 NY34
- 2017 NZ34
- 2017 NA35
- 2017 NB35
- 2017 NC35
- 2017 ND35
- 2017 NE35
- 2017 NF35
- 2017 NH35
- 2017 NJ35
- 2017 NK35
- 2017 NL35
- 2017 NM35
- 2017 NN35
- 2017 NO35
- 2017 NP35
- 2017 NQ35
- 2017 NR35
- 2017 NS35
- 2017 NT35
- 2017 NU35
- 2017 NV35
- 2017 NW35
- 2017 NX35
- 2017 NY35
- 2017 NZ35
- 2017 NA36
- 2017 NB36
- 2017 NC36
- 2017 ND36
- 2017 NE36
- 2017 NF36
- 2017 NG36
- 2017 NH36
- 2017 NJ36
- 2017 NK36
- 2017 NL36
- 2017 NM36
- 2017 NN36
- 2017 NO36
- 2017 NP36
- 2017 NQ36
- 2017 NR36
- 2017 NS36
- 2017 NT36
- 2017 NU36
- 2017 NV36
- 2017 NW36
- 2017 NX36
- 2017 NY36
- 2017 NZ36
- 2017 NA37
- 2017 NB37
- 2017 NC37
- 2017 ND37
- 2017 NE37
- 2017 NF37
- 2017 NG37
- 2017 NH37
- 2017 NJ37
- 2017 NK37
- 2017 NL37
- 2017 NM37
- 2017 NN37
- 2017 NO37
- 2017 NP37
- 2017 NQ37
- 2017 NR37
- 2017 NS37
- 2017 NT37
- 2017 NU37
- 2017 NV37
- 2017 NW37
- 2017 NX37
- 2017 NY37
- 2017 NZ37
- 2017 NA38

### Du 16 au 31 juillet 2017
- 2017 OA
- 2017 OC
- 2017 OD
- 2017 OL
- 2017 OW
- 2017 OZ
- 2017 OA1
- 2017 OB1
- 2017 OC1
- 2017 OD1
- 2017 OE1
- 2017 OF1
- 2017 OG1
- 2017 OH1
- 2017 OJ1
- 2017 OK1
- 2017 OL1
- 2017 OM1
- 2017 ON1
- 2017 OO1
- 2017 OP1
- 2017 OX1
- 2017 OM2
- 2017 OO2
- 2017 OP2
- 2017 OQ2
- 2017 OX2
- 2017 OZ2
- 2017 OB3
- 2017 OF3
- 2017 OL3
- 2017 OR3
- 2017 OU3
- 2017 OZ3
- 2017 OB4
- 2017 OP4
- 2017 OQ4
- 2017 OR4
- 2017 OT4
- 2017 OW4
- 2017 OX4
- 2017 OA5
- 2017 OE5
- 2017 OH5
- 2017 OJ5
- 2017 OM5
- 2017 ON5
- 2017 OQ5
- 2017 OC6
- 2017 OG6
- 2017 ON6
- 2017 OR6
- 2017 OS6
- 2017 OY6
- 2017 OC7
- 2017 OD7
- 2017 OE7
- 2017 OF7
- 2017 OG7
- 2017 OH7
- 2017 OJ7
- 2017 OK7
- 2017 OL7
- 2017 OM7
- 2017 ON7
- 2017 OO7
- 2017 OS7
- 2017 OT7
- 2017 OX7
- 2017 OA8
- 2017 OB8
- 2017 OF8
- 2017 OH8
- 2017 OQ8
- 2017 OR8
- 2017 OV8
- 2017 OY8
- 2017 OC9
- 2017 OK9
- 2017 OQ9
- 2017 OS9
- 2017 OT9
- 2017 OA10
- 2017 OC10
- 2017 OE10
- 2017 OJ10
- 2017 OP10
- 2017 OQ10
- 2017 OR10
- 2017 OS10
- 2017 OT10
- 2017 OW10
- 2017 OB11
- 2017 OE11
- 2017 OJ11
- 2017 OK11
- 2017 OM11
- 2017 OP11
- 2017 OQ11
- 2017 OR11
- 2017 OU11
- 2017 OW11
- 2017 OX11
- 2017 OH12
- 2017 OJ12
- 2017 OL12
- 2017 OT12
- 2017 OU12
- 2017 OY12
- 2017 OA13
- 2017 OB13
- 2017 OG13
- 2017 OJ13
- 2017 OK13
- 2017 ON13
- 2017 OO13
- 2017 OP13
- 2017 OW13
- 2017 OY13
- 2017 OZ13
- 2017 OA14
- 2017 OD14
- 2017 OF14
- 2017 OQ14
- 2017 OR14
- 2017 OT14
- 2017 OY14
- 2017 OA15
- 2017 OB15
- 2017 OF15
- 2017 OJ15
- 2017 OK15
- 2017 OP15
- 2017 OT15
- 2017 OX15
- 2017 OY15
- 2017 OE16
- 2017 OF16
- 2017 OG16
- 2017 OJ16
- 2017 OK16
- 2017 OL16
- 2017 OO16
- 2017 OQ16
- 2017 OS16
- 2017 OV16
- 2017 OY16
- 2017 OB17
- 2017 OC17
- 2017 OH17
- 2017 OZ17
- 2017 OD18
- 2017 OE18
- 2017 OG18
- 2017 OK18
- 2017 OL18
- 2017 OM18
- 2017 OO18
- 2017 OP18
- 2017 OQ18
- 2017 OR18
- 2017 OS18
- 2017 OT18
- 2017 OU18
- 2017 OV18
- 2017 OW18
- 2017 OX18
- 2017 OY18
- 2017 OZ18
- 2017 OA19
- 2017 OB19
- 2017 OC19
- 2017 OE19
- 2017 OF19
- 2017 OG19
- 2017 OJ19
- 2017 OK19
- 2017 OL19
- 2017 OM19
- 2017 ON19
- 2017 OO19
- 2017 OP19
- 2017 OQ19
- 2017 OR19
- 2017 OS19
- 2017 OT19
- 2017 OV19
- 2017 OW19
- 2017 OX19
- 2017 OZ19
- 2017 OA20
- 2017 OB20
- 2017 OC20
- 2017 OE20
- 2017 OF20
- 2017 OJ20
- 2017 OP20
- 2017 OT20
- 2017 OB21
- 2017 OM21
- 2017 OQ21
- 2017 OX21
- 2017 OY21
- 2017 OA22
- 2017 OD22
- 2017 OG22
- 2017 OH22
- 2017 OK22
- 2017 OL22
- 2017 OM22
- 2017 ON22
- 2017 OO22
- 2017 OP22
- 2017 OQ22
- 2017 OR22
- 2017 OT22
- 2017 OB23
- 2017 OC23
- 2017 OD23
- 2017 OH23
- 2017 OM23
- 2017 ON23
- 2017 OO23
- 2017 OP23
- 2017 OQ23
- 2017 OR23
- 2017 OS23
- 2017 OT23
- 2017 OV23
- 2017 OW23
- 2017 OX23
- 2017 OY23
- 2017 OZ23
- 2017 OA24
- 2017 OC24
- 2017 OH24
- 2017 OJ24
- 2017 OL24
- 2017 ON24
- 2017 OR24
- 2017 OS24
- 2017 OT24
- 2017 OW24
- 2017 OZ24
- 2017 OA25
- 2017 OF25
- 2017 OJ25
- 2017 OP25
- 2017 OR25
- 2017 OS25
- 2017 OA26
- 2017 OE26
- 2017 OF26
- 2017 OH26
- 2017 OJ26
- 2017 ON26
- 2017 OO26
- 2017 OQ26
- 2017 OU26
- 2017 OZ26
- 2017 OE27
- 2017 OF27
- 2017 OG27
- 2017 ON27
- 2017 OP27
- 2017 OQ27
- 2017 OR27
- 2017 OZ27
- 2017 OA28
- 2017 OC28
- 2017 OJ28
- 2017 OO28
- 2017 OS28
- 2017 OU28
- 2017 OV28
- 2017 OW28
- 2017 OX28
- 2017 OZ28
- 2017 OA29
- 2017 OD29
- 2017 OF29
- 2017 OH29
- 2017 OL29
- 2017 OM29
- 2017 OQ29
- 2017 OT29
- 2017 OV29
- 2017 OZ29
- 2017 OB30
- 2017 OE30
- 2017 OF30
- 2017 ON30
- 2017 OY30
- 2017 ON31
- 2017 OP31
- 2017 OW31
- 2017 OA32
- 2017 OB32
- 2017 OF32
- 2017 OH32
- 2017 OL32
- 2017 ON32
- 2017 OP32
- 2017 OR32
- 2017 OT32
- 2017 OX32
- 2017 OA33
- 2017 OC33
- 2017 OK33
- 2017 OL33
- 2017 OO33
- 2017 OT33
- 2017 OW33
- 2017 OZ33
- 2017 OB34
- 2017 OF34
- 2017 OK34
- 2017 OP34
- 2017 OS34
- 2017 OU34
- 2017 OY34
- 2017 OA35
- 2017 OF35
- 2017 OG35
- 2017 OH35
- 2017 OK35
- 2017 OL35
- 2017 ON35
- 2017 OP35
- 2017 OQ35
- 2017 OX35
- 2017 OZ35
- 2017 OB36
- 2017 OD36
- 2017 OE36
- 2017 OG36
- 2017 OK36
- 2017 OL36
- 2017 OT36
- 2017 OZ36
- 2017 OA37
- 2017 OJ37
- 2017 OK37
- 2017 OL37
- 2017 ON37
- 2017 OU37
- 2017 OW37
- 2017 OX37
- 2017 OB38
- 2017 OC38
- 2017 OH38
- 2017 OO38
- 2017 OP38
- 2017 OQ38
- 2017 OS38
- 2017 OY38
- 2017 OZ38
- 2017 OF39
- 2017 OH39
- 2017 OL39
- 2017 OM39
- 2017 ON39
- 2017 OO39
- 2017 OR39
- 2017 OS39
- 2017 OU39
- 2017 OC40
- 2017 OT40
- 2017 OU40
- 2017 OV40
- 2017 OY40
- 2017 OA41
- 2017 OD41
- 2017 OG41
- 2017 OM41
- 2017 OP41
- 2017 OS41
- 2017 OY41
- 2017 OG42
- 2017 OH42
- 2017 OJ42
- 2017 ON42
- 2017 OQ42
- 2017 OS42
- 2017 OW42
- 2017 OY42
- 2017 OC43
- 2017 OD43
- 2017 OL43
- 2017 OM43
- 2017 OR43
- 2017 OS43
- 2017 OV43
- 2017 OX43
- 2017 OD44
- 2017 OE44
- 2017 OJ44
- 2017 ON44
- 2017 OS44
- 2017 OU44
- 2017 OV44
- 2017 OY44
- 2017 OC45
- 2017 OH45
- 2017 OS45
- 2017 OT45
- 2017 OY45
- 2017 OZ45
- 2017 OC46
- 2017 OF46
- 2017 OL46
- 2017 OS46
- 2017 OW46
- 2017 OY46
- 2017 OH47
- 2017 OJ47
- 2017 OW47
- 2017 OB48
- 2017 OC48
- 2017 OF48
- 2017 ON48
- 2017 OO48
- 2017 OR48
- 2017 OA49
- 2017 ON49
- 2017 OO49
- 2017 OU49
- 2017 OV49
- 2017 OW49
- 2017 OX49
- 2017 OY49
- 2017 OZ49
- 2017 OA50
- 2017 OB50
- 2017 OC50
- 2017 OH50
- 2017 OL50
- 2017 OM50
- 2017 OO50
- 2017 OR50
- 2017 OU50
- 2017 OX50
- 2017 OZ50
- 2017 OB51
- 2017 OC51
- 2017 OL51
- 2017 OM51
- 2017 OR51
- 2017 OV51
- 2017 OX51
- 2017 OY51
- 2017 OA52
- 2017 OB52
- 2017 OJ52
- 2017 OM52
- 2017 ON52
- 2017 OQ52
- 2017 OR52
- 2017 OW52
- 2017 OY52
- 2017 OA53
- 2017 OG53
- 2017 OK53
- 2017 OL53
- 2017 OM53
- 2017 ON53
- 2017 OP53
- 2017 OQ53
- 2017 OR53
- 2017 OT53
- 2017 OU53
- 2017 OX53
- 2017 OB54
- 2017 OM54
- 2017 ON54
- 2017 OO54
- 2017 OQ54
- 2017 OT54
- 2017 OV54
- 2017 OX54
- 2017 OZ54
- 2017 OB55
- 2017 OC55
- 2017 OG55
- 2017 OK55
- 2017 ON55
- 2017 OS55
- 2017 OU55
- 2017 OV55
- 2017 OW55
- 2017 OD56
- 2017 OE56
- 2017 OG56
- 2017 OJ56
- 2017 OL56
- 2017 OQ56
- 2017 OR56
- 2017 OT56
- 2017 OU56
- 2017 OX56
- 2017 OC57
- 2017 OF57
- 2017 OH57
- 2017 OJ57
- 2017 OM57
- 2017 OV57
- 2017 OY57
- 2017 OA58
- 2017 OB58
- 2017 OD58
- 2017 OJ58
- 2017 ON58
- 2017 OQ58
- 2017 OR58
- 2017 OS58
- 2017 OU58
- 2017 OV58
- 2017 OB59
- 2017 OE59
- 2017 ON59
- 2017 OS59
- 2017 OU59
- 2017 OW59
- 2017 OZ59
- 2017 OC60
- 2017 OL60
- 2017 OP60
- 2017 OC61
- 2017 OE61
- 2017 OL61
- 2017 ON61
- 2017 OR61
- 2017 OS61
- 2017 OT61
- 2017 OW61
- 2017 OX61
- 2017 OA62
- 2017 OC62
- 2017 OJ62
- 2017 OP62
- 2017 OS62
- 2017 OU62
- 2017 OV62
- 2017 OA63
- 2017 OF63
- 2017 OM63
- 2017 ON63
- 2017 OP63
- 2017 OQ63
- 2017 OT63
- 2017 OC64
- 2017 OH64
- 2017 OL64
- 2017 OP64
- 2017 OT64
- 2017 OV64
- 2017 OW64
- 2017 OZ64
- 2017 OE65
- 2017 OF65
- 2017 OJ65
- 2017 OS65
- 2017 OT65
- 2017 OU65
- 2017 OD66
- 2017 OM66
- 2017 OO66
- 2017 OS66
- 2017 OZ66
- 2017 OB67
- 2017 OF67
- 2017 ON67
- 2017 OO67
- 2017 OP67
- 2017 OQ67
- 2017 OU67
- 2017 OV67
- 2017 OW67
- 2017 OX67
- 2017 OY67
- 2017 OZ67
- 2017 OA68
- 2017 OB68
- 2017 OD68
- 2017 OE68
- 2017 OF68
- 2017 OG68
- 2017 OH68
- 2017 OJ68
- 2017 OK68
- 2017 OL68
- 2017 OM68
- 2017 ON68
- 2017 OO68
- 2017 OP68
- 2017 OQ68
- 2017 OR68
- 2017 OS68
- 2017 OT68
- 2017 OU68
- 2017 OV68
- 2017 OW68
- 2017 OX68
- 2017 OY68
- 2017 OA69
- 2017 OB69
- 2017 OC69
- 2017 OG69
- 2017 OH69
- 2017 OJ69
- 2017 OK69
- 2017 OM69
- 2017 ON69
- 2017 OS69
- 2017 OT69
- 2017 OU69
- 2017 OV69
- 2017 OX69
- 2017 OY69
- 2017 OZ69
- 2017 OA70
- 2017 OE70
- 2017 OF70
- 2017 OG70
- 2017 OJ70
- 2017 OL70
- 2017 ON70
- 2017 OO70
- 2017 OP70
- 2017 OQ70
- 2017 OR70
- 2017 OS70
- 2017 OT70
- 2017 OU70
- 2017 OV70
- 2017 OW70
- 2017 OX70
- 2017 OY70
- 2017 OZ70
- 2017 OA71
- 2017 OB71
- 2017 OC71
- 2017 OD71
- 2017 OE71
- 2017 OH71
- 2017 OJ71
- 2017 OK71
- 2017 OL71
- 2017 OM71
- 2017 ON71
- 2017 OO71
- 2017 OP71
- 2017 OQ71
- 2017 OR71
- 2017 OS71
- 2017 OT71
- 2017 OU71
- 2017 OV71
- 2017 OW71
- 2017 OX71
- 2017 OY71
- 2017 OZ71
- 2017 OA72
- 2017 OB72
- 2017 OC72
- 2017 OD72
- 2017 OE72
- 2017 OF72
- 2017 OG72
- 2017 OH72
- 2017 OJ72
- 2017 OK72
- 2017 OL72
- 2017 OM72
- 2017 ON72
- 2017 OO72
- 2017 OP72
- 2017 OQ72
- 2017 OS72
- 2017 OT72
- 2017 OU72
- 2017 OV72
- 2017 OW72
- 2017 OY72
- 2017 OZ72
- 2017 OA73
- 2017 OB73
- 2017 OC73
- 2017 OE73
- 2017 OF73
- 2017 OG73
- 2017 OH73
- 2017 OJ73
- 2017 OK73
- 2017 OM73
- 2017 ON73
- 2017 OO73
- 2017 OP73
- 2017 OQ73
- 2017 OR73
- 2017 OS73
- 2017 OT73
- 2017 OU73
- 2017 OV73
- 2017 OW73
- 2017 OX73
- 2017 OY73
- 2017 OZ73
- 2017 OA74
- 2017 OB74
- 2017 OC74
- 2017 OD74
- 2017 OE74
- 2017 OF74
- 2017 OG74
- 2017 OH74
- 2017 OJ74
- 2017 OK74
- 2017 OL74
- 2017 ON74
- 2017 OO74
- 2017 OP74
- 2017 OQ74
- 2017 OR74
- 2017 OS74
- 2017 OT74
- 2017 OU74
- 2017 OV74
- 2017 OW74
- 2017 OX74
- 2017 OY74
- 2017 OZ74
- 2017 OA75
- 2017 OB75
- 2017 OC75
- 2017 OD75
- 2017 OE75
- 2017 OF75
- 2017 OG75
- 2017 OH75
- 2017 OJ75
- 2017 OK75
- 2017 OL75
- 2017 OM75
- 2017 ON75
- 2017 OO75
- 2017 OP75
- 2017 OR75
- 2017 OS75
- 2017 OT75
- 2017 OU75
- 2017 OV75
- 2017 OW75
- 2017 OX75
- 2017 OY75
- 2017 OA76
- 2017 OB76
- 2017 OC76
- 2017 OD76
- 2017 OE76
- 2017 OF76
- 2017 OG76
- 2017 OH76
- 2017 OJ76
- 2017 OK76
- 2017 OL76
- 2017 OM76
- 2017 OO76
- 2017 OP76
- 2017 OQ76
- 2017 OR76
- 2017 OU76
- 2017 OV76
- 2017 OW76
- 2017 OX76
- 2017 OY76
- 2017 OZ76
- 2017 OB77
- 2017 OC77
- 2017 OD77
- 2017 OE77
- 2017 OF77
- 2017 OG77
- 2017 OH77
- 2017 OJ77
- 2017 OK77
- 2017 OL77
- 2017 OM77
- 2017 ON77
- 2017 OO77
- 2017 OP77
- 2017 OQ77
- 2017 OR77
- 2017 OS77
- 2017 OT77
- 2017 OU77
- 2017 OV77
- 2017 OW77
- 2017 OX77
- 2017 OY77
- 2017 OZ77
- 2017 OA78
- 2017 OB78
- 2017 OC78
- 2017 OD78
- 2017 OE78
- 2017 OF78
- 2017 OG78
- 2017 OJ78
- 2017 OL78
- 2017 OM78
- 2017 ON78
- 2017 OO78
- 2017 OQ78
- 2017 OR78
- 2017 OS78
- 2017 OT78
- 2017 OU78
- 2017 OV78
- 2017 OW78
- 2017 OX78
- 2017 OY78
- 2017 OZ78
- 2017 OA79
- 2017 OC79
- 2017 OD79
- 2017 OE79
- 2017 OF79
- 2017 OG79
- 2017 OH79
- 2017 OJ79
- 2017 OL79
- 2017 ON79
- 2017 OO79
- 2017 OP79
- 2017 OQ79
- 2017 OR79
- 2017 OS79
- 2017 OT79
- 2017 OU79
- 2017 OV79
- 2017 OW79
- 2017 OX79
- 2017 OY79
- 2017 OZ79
- 2017 OA80
- 2017 OB80
- 2017 OC80
- 2017 OD80
- 2017 OE80
- 2017 OF80
- 2017 OG80
- 2017 OJ80
- 2017 OK80
- 2017 OL80
- 2017 OM80
- 2017 ON80
- 2017 OP80
- 2017 OR80
- 2017 OS80
- 2017 OT80
- 2017 OU80
- 2017 OV80
- 2017 OW80
- 2017 OX80
- 2017 OY80
- 2017 OZ80
- 2017 OA81
- 2017 OB81
- 2017 OC81
- 2017 OD81
- 2017 OE81
- 2017 OF81
- 2017 OG81
- 2017 OH81
- 2017 OJ81
- 2017 OK81
- 2017 OL81
- 2017 OM81
- 2017 ON81
- 2017 OO81
- 2017 OP81
- 2017 OQ81
- 2017 OR81
- 2017 OS81
- 2017 OT81
- 2017 OU81
- 2017 OV81
- 2017 OW81
- 2017 OX81
- 2017 OY81
- 2017 OZ81
- 2017 OA82
- 2017 OB82
- 2017 OC82
- 2017 OE82
- 2017 OF82
- 2017 OG82
- 2017 OH82
- 2017 OJ82
- 2017 OK82
- 2017 OL82
- 2017 OM82
- 2017 OO82
- 2017 OP82
- 2017 OQ82
- 2017 OR82
- 2017 OS82
- 2017 OT82
- 2017 OU82
- 2017 OV82
- 2017 OW82
- 2017 OY82
- 2017 OZ82
- 2017 OA83
- 2017 OC83
- 2017 OD83
- 2017 OE83
- 2017 OF83
- 2017 OG83
- 2017 OH83
- 2017 OJ83
- 2017 OK83
- 2017 OL83
- 2017 OM83
- 2017 ON83
- 2017 OO83
- 2017 OP83
- 2017 OR83
- 2017 OS83
- 2017 OT83
- 2017 OU83
- 2017 OV83
- 2017 OW83
- 2017 OX83
- 2017 OY83
- 2017 OA84
- 2017 OB84
- 2017 OC84
- 2017 OD84
- 2017 OF84
- 2017 OG84
- 2017 OH84
- 2017 OJ84
- 2017 OK84
- 2017 OL84
- 2017 ON84
- 2017 OP84
- 2017 OQ84
- 2017 OR84
- 2017 OS84
- 2017 OT84
- 2017 OU84
- 2017 OV84
- 2017 OX84
- 2017 OY84
- 2017 OB85
- 2017 OC85
- 2017 OD85
- 2017 OE85
- 2017 OH85
- 2017 OJ85
- 2017 OK85
- 2017 OM85
- 2017 ON85
- 2017 OO85
- 2017 OP85
- 2017 OQ85
- 2017 OT85
- 2017 OU85
- 2017 OW85
- 2017 OX85
- 2017 OY85
- 2017 OZ85
- 2017 OA86
- 2017 OB86
- 2017 OC86
- 2017 OD86
- 2017 OF86
- 2017 OG86
- 2017 OH86
- 2017 OJ86
- 2017 OK86
- 2017 OL86
- 2017 ON86
- 2017 OO86
- 2017 OP86
- 2017 OQ86
- 2017 OR86
- 2017 OS86
- 2017 OT86
- 2017 OU86
- 2017 OV86
- 2017 OW86
- 2017 OX86
- 2017 OY86
- 2017 OZ86
- 2017 OD87
- 2017 OF87
- 2017 OH87
- 2017 OJ87
- 2017 OK87
- 2017 OL87
- 2017 OM87
- 2017 ON87
- 2017 OQ87
- 2017 OR87
- 2017 OT87
- 2017 OU87
- 2017 OV87
- 2017 OW87
- 2017 OX87
- 2017 OY87
- 2017 OB88
- 2017 OC88
- 2017 OG88
- 2017 OJ88
- 2017 OK88
- 2017 OL88
- 2017 OM88
- 2017 OP88
- 2017 OR88
- 2017 OE89
- 2017 OH89
- 2017 OP89
- 2017 OS89
- 2017 OT89
- 2017 OV89
- 2017 OY89
- 2017 OD90
- 2017 OG90
- 2017 OL90
- 2017 ON90
- 2017 OR90
- 2017 OS90
- 2017 OD91
- 2017 OF91
- 2017 OJ91
- 2017 OK91
- 2017 OM91
- 2017 ON91
- 2017 OO91
- 2017 OP91
- 2017 OQ91
- 2017 OR91
- 2017 OS91
- 2017 OT91
- 2017 OU91
- 2017 OV91
- 2017 OX91
- 2017 OY91
- 2017 OA92
- 2017 OB92
- 2017 OE92
- 2017 OG92
- 2017 ON92
- 2017 OQ92
- 2017 OR92
- 2017 OU92
- 2017 OW92
- 2017 OX92
- 2017 OY92
- 2017 OB93
- 2017 OC93
- 2017 OD93
- 2017 OE93
- 2017 OH93
- 2017 OJ93
- 2017 OK93
- 2017 OL93
- 2017 OM93
- 2017 ON93
- 2017 OO93
- 2017 OQ93
- 2017 OR93
- 2017 OS93
- 2017 OT93
- 2017 OU93
- 2017 OV93
- 2017 OW93
- 2017 OX93
- 2017 OY93
- 2017 OZ93
- 2017 OA94
- 2017 OF94
- 2017 OH94
- 2017 OJ94
- 2017 OK94
- 2017 OL94
- 2017 OM94
- 2017 ON94
- 2017 OO94
- 2017 OP94
- 2017 OQ94
- 2017 OR94
- 2017 OS94
- 2017 OT94
- 2017 OU94
- 2017 OV94
- 2017 OW94
- 2017 OX94
- 2017 OY94
- 2017 OA95
- 2017 OB95
- 2017 OC95
- 2017 OD95
- 2017 OE95
- 2017 OF95
- 2017 OG95
- 2017 OH95
- 2017 OJ95
- 2017 OK95
- 2017 OL95
- 2017 OM95
- 2017 ON95
- 2017 OO95
- 2017 OX95
- 2017 OY95
- 2017 OB96
- 2017 OD96
- 2017 OG96
- 2017 OH96
- 2017 OM96
- 2017 OO96
- 2017 OP96
- 2017 OQ96
- 2017 OR96
- 2017 OS96
- 2017 OT96
- 2017 OU96
- 2017 OV96
- 2017 OX96
- 2017 OY96
- 2017 OZ96
- 2017 OC97
- 2017 OD97
- 2017 OE97
- 2017 OF97
- 2017 OG97
- 2017 OH97
- 2017 OL97
- 2017 OM97
- 2017 ON97
- 2017 OO97
- 2017 OP97
- 2017 OQ97
- 2017 OR97
- 2017 OS97
- 2017 OT97
- 2017 OU97
- 2017 OV97
- 2017 OX97
- 2017 OY97
- 2017 OZ97
- 2017 OA98
- 2017 OB98
- 2017 OC98
- 2017 OD98
- 2017 OE98
- 2017 OG98
- 2017 OH98
- 2017 OK98
- 2017 OM98
- 2017 ON98
- 2017 OO98
- 2017 OP98
- 2017 OQ98
- 2017 OR98
- 2017 OS98
- 2017 OU98
- 2017 OV98
- 2017 OW98
- 2017 OX98
- 2017 OZ98
- 2017 OA99
- 2017 OB99
- 2017 OC99
- 2017 OD99
- 2017 OE99
- 2017 OF99
- 2017 OG99
- 2017 OH99
- 2017 OJ99
- 2017 OK99
- 2017 OL99
- 2017 OM99
- 2017 ON99
- 2017 OO99
- 2017 OQ99
- 2017 OR99
- 2017 OS99
- 2017 OT99
- 2017 OU99
- 2017 OV99
- 2017 OX99
- 2017 OZ99
- 2017 OA100
- 2017 OB100
- 2017 OC100
- 2017 OD100
- 2017 OJ100
- 2017 OK100
- 2017 OL100
- 2017 OM100
- 2017 ON100
- 2017 OO100
- 2017 OP100
- 2017 OQ100
- 2017 OR100
- 2017 OS100
- 2017 OU100
- 2017 OV100
- 2017 OW100
- 2017 OX100
- 2017 OY100
- 2017 OZ100
- 2017 OA101
- 2017 OD101
- 2017 OF101
- 2017 OH101
- 2017 OJ101
- 2017 OK101
- 2017 OL101
- 2017 OM101
- 2017 OO101
- 2017 OP101
- 2017 OQ101
- 2017 OS101
- 2017 OV101
- 2017 OW101
- 2017 OC102
- 2017 OE102
- 2017 OF102
- 2017 OG102
- 2017 OJ102
- 2017 OK102
- 2017 OL102
- 2017 OM102
- 2017 ON102
- 2017 OO102
- 2017 OP102
- 2017 OQ102
- 2017 OR102
- 2017 OS102
- 2017 OT102
- 2017 OU102
- 2017 OV102
- 2017 OW102
- 2017 OX102
- 2017 OY102
- 2017 OZ102
- 2017 OA103
- 2017 OB103
- 2017 OD103
- 2017 OE103
- 2017 OG103
- 2017 OH103
- 2017 OJ103
- 2017 OK103
- 2017 OL103
- 2017 OM103
- 2017 ON103
- 2017 OO103
- 2017 OP103
- 2017 OQ103
- 2017 OR103
- 2017 OS103
- 2017 OU103
- 2017 OV103
- 2017 OX103
- 2017 OY103
- 2017 OZ103
- 2017 OA104
- 2017 OC104
- 2017 OD104
- 2017 OE104
- 2017 OF104
- 2017 OG104
- 2017 OH104
- 2017 OJ104
- 2017 OK104
- 2017 OL104
- 2017 OM104
- 2017 OO104
- 2017 OR104
- 2017 OS104
- 2017 OT104
- 2017 OZ104
- 2017 OA105
- 2017 OB105
- 2017 OC105
- 2017 OD105
- 2017 OE105
- 2017 OF105
- 2017 OG105
- 2017 OH105
- 2017 OJ105
- 2017 OK105
- 2017 OL105
- 2017 OM105
- 2017 ON105
- 2017 OO105
- 2017 OP105
- 2017 OQ105
- 2017 OR105
- 2017 OT105
- 2017 OU105
- 2017 OW105
- 2017 OX105
- 2017 OY105
- 2017 OA106
- 2017 OB106
- 2017 OC106
- 2017 OD106
- 2017 OE106
- 2017 OF106
- 2017 OG106
- 2017 OJ106
- 2017 OL106
- 2017 OO106
- 2017 OP106
- 2017 OR106
- 2017 OS106
- 2017 OU106
- 2017 OX106
- 2017 OZ106
- 2017 OA107
- 2017 OB107
- 2017 OC107
- 2017 OD107
- 2017 OE107
- 2017 OF107
- 2017 OG107
- 2017 OH107
- 2017 OL107
- 2017 ON107
- 2017 OO107
- 2017 OP107
- 2017 OR107
- 2017 OT107
- 2017 OU107
- 2017 OV107
- 2017 OW107
- 2017 OZ107
- 2017 OA108
- 2017 OD108
- 2017 OE108
- 2017 OF108
- 2017 OG108
- 2017 OH108
- 2017 OJ108
- 2017 OL108
- 2017 OM108
- 2017 OO108
- 2017 OP108
- 2017 OQ108
- 2017 OR108
- 2017 OS108
- 2017 OT108
- 2017 OU108
- 2017 OV108
- 2017 OW108
- 2017 OX108
- 2017 OY108
- 2017 OZ108
- 2017 OA109
- 2017 OB109
- 2017 OC109
- 2017 OD109
- 2017 OE109
- 2017 OF109
- 2017 OG109
- 2017 OH109
- 2017 OJ109
- 2017 OK109
- 2017 OL109
- 2017 OM109
- 2017 ON109
- 2017 OO109
- 2017 OP109
- 2017 OQ109
- 2017 OR109
- 2017 OS109
- 2017 OT109
- 2017 OU109
- 2017 OV109
- 2017 OW109
- 2017 OX109
- 2017 OY109
- 2017 OZ109
- 2017 OA110
- 2017 OB110
- 2017 OC110
- 2017 OD110
- 2017 OF110
- 2017 OG110
- 2017 OH110
- 2017 OJ110
- 2017 OK110
- 2017 OL110
- 2017 OM110
- 2017 ON110
- 2017 OO110
- 2017 OP110
- 2017 OQ110
- 2017 OR110
- 2017 OS110
- 2017 OT110
- 2017 OU110
- 2017 OV110
- 2017 OW110
- 2017 OX110
- 2017 OY110
- 2017 OZ110
- 2017 OA111
- 2017 OB111
- 2017 OC111
- 2017 OD111
- 2017 OE111
- 2017 OF111
- 2017 OG111
- 2017 OH111
- 2017 OJ111
- 2017 OK111
- 2017 OL111
- 2017 OM111
- 2017 ON111
- 2017 OO111
- 2017 OP111
- 2017 OQ111
- 2017 OR111
- 2017 OU111
- 2017 OV111
- 2017 OX111
- 2017 OY111
- 2017 OZ111
- 2017 OA112
- 2017 OB112
- 2017 OC112
- 2017 OD112
- 2017 OE112
- 2017 OF112
- 2017 OG112
- 2017 OH112
- 2017 OJ112
- 2017 OK112
- 2017 OL112
- 2017 OM112
- 2017 ON112
- 2017 OO112
- 2017 OP112
- 2017 OQ112
- 2017 OR112
- 2017 OS112
- 2017 OT112
- 2017 OU112
- 2017 OV112
- 2017 OW112
- 2017 OX112
- 2017 OY112
- 2017 OZ112
- 2017 OB113
- 2017 OC113
- 2017 OD113
- 2017 OE113
- 2017 OF113
- 2017 OG113
- 2017 OH113
- 2017 OJ113
- 2017 OK113
- 2017 OL113
- 2017 OM113
- 2017 ON113
- 2017 OS113
- 2017 OT113
- 2017 OV113
- 2017 OW113
- 2017 OA114
- 2017 OB114
- 2017 OD114
- 2017 OE114
- 2017 OG114
- 2017 OH114
- 2017 OL114
- 2017 OM114
- 2017 ON114
- 2017 OQ114
- 2017 OT114
- 2017 OU114
- 2017 OV114
- 2017 OW114
- 2017 OX114
- 2017 OZ114
- 2017 OA115
- 2017 OC115
- 2017 OE115
- 2017 OH115
- 2017 OL115
- 2017 OP115
- 2017 OQ115
- 2017 OR115
- 2017 OS115
- 2017 OT115
- 2017 OU115
- 2017 OV115
- 2017 OW115
- 2017 OX115
- 2017 OY115
- 2017 OZ115
- 2017 OA116
- 2017 OB116
- 2017 OC116
- 2017 OD116
- 2017 OE116
- 2017 OF116
- 2017 OG116
- 2017 OH116
- 2017 OK116
- 2017 OL116
- 2017 OM116
- 2017 ON116
- 2017 OP116
- 2017 OR116
- 2017 OT116
- 2017 OU116
- 2017 OV116
- 2017 OX116
- 2017 OY116
- 2017 OZ116
- 2017 OA117
- 2017 OB117
- 2017 OD117
- 2017 OE117
- 2017 OF117
- 2017 OG117
- 2017 OH117
- 2017 OJ117
- 2017 OK117
- 2017 OL117
- 2017 ON117
- 2017 OP117
- 2017 OQ117
- 2017 OR117
- 2017 OT117
- 2017 OV117
- 2017 OW117
- 2017 OX117
- 2017 OY117
- 2017 OB118
- 2017 OC118
- 2017 OD118
- 2017 OE118
- 2017 OF118
- 2017 OG118
- 2017 OH118
- 2017 OJ118
- 2017 OK118
- 2017 OL118
- 2017 ON118
- 2017 OO118
- 2017 OP118
- 2017 OR118
- 2017 OT118
- 2017 OW118
- 2017 OX118
- 2017 OY118
- 2017 OZ118
- 2017 OA119
- 2017 OB119
- 2017 OC119
- 2017 OD119
- 2017 OE119
- 2017 OF119
- 2017 OG119
- 2017 OJ119
- 2017 OK119
- 2017 OL119
- 2017 OM119
- 2017 OP119
- 2017 OQ119
- 2017 OR119
- 2017 OT119
- 2017 OU119
- 2017 OV119
- 2017 OW119
- 2017 OY119
- 2017 OZ119
- 2017 OA120
- 2017 OB120
- 2017 OC120
- 2017 OD120
- 2017 OE120
- 2017 OG120
- 2017 OH120
- 2017 OJ120
- 2017 OK120
- 2017 OM120
- 2017 OO120
- 2017 OP120
- 2017 OR120
- 2017 OS120
- 2017 OT120
- 2017 OV120
- 2017 OX120
- 2017 OZ120
- 2017 OC121
- 2017 OD121
- 2017 OE121
- 2017 OF121
- 2017 OJ121
- 2017 OK121
- 2017 OL121
- 2017 OO121
- 2017 OR121
- 2017 OS121
- 2017 OU121
- 2017 OX121
- 2017 OY121
- 2017 OZ121
- 2017 OA122
- 2017 OC122
- 2017 OE122
- 2017 OF122
- 2017 OH122
- 2017 OJ122
- 2017 OK122
- 2017 OP122
- 2017 OR122
- 2017 OT122
- 2017 OU122
- 2017 OW122
- 2017 OX122
- 2017 OY122
- 2017 OB123
- 2017 OC123
- 2017 OD123
- 2017 OE123
- 2017 OF123
- 2017 OG123
- 2017 OJ123
- 2017 OK123
- 2017 OL123
- 2017 OM123
- 2017 ON123
- 2017 OO123
- 2017 OP123
- 2017 OQ123
- 2017 OR123
- 2017 OS123
- 2017 OT123
- 2017 OU123
- 2017 OV123
- 2017 OW123
- 2017 OX123
- 2017 OY123
- 2017 OZ123
- 2017 OA124
- 2017 OC124
- 2017 OD124
- 2017 OE124
- 2017 OF124
- 2017 OG124
- 2017 OH124
- 2017 OJ124
- 2017 OK124
- 2017 OL124
- 2017 OM124
- 2017 ON124
- 2017 OO124
- 2017 OP124
- 2017 OQ124
- 2017 OR124
- 2017 OT124
- 2017 OU124
- 2017 OV124
- 2017 OW124
- 2017 OY124
- 2017 OZ124
- 2017 OA125
- 2017 OC125
- 2017 OD125
- 2017 OE125
- 2017 OF125
- 2017 OG125
- 2017 OH125
- 2017 OJ125
- 2017 OK125
- 2017 OL125
- 2017 OM125
- 2017 ON125
- 2017 OO125
- 2017 OP125
- 2017 OQ125
- 2017 OR125
- 2017 OS125
- 2017 OT125
- 2017 OU125
- 2017 OV125
- 2017 OW125
- 2017 OX125
- 2017 OY125
- 2017 OZ125
- 2017 OA126
- 2017 OB126
- 2017 OC126
- 2017 OD126
- 2017 OF126
- 2017 OH126
- 2017 OJ126
- 2017 OM126
- 2017 ON126
- 2017 OO126
- 2017 OQ126
- 2017 OR126
- 2017 OS126
- 2017 OT126
- 2017 OU126
- 2017 OW126
- 2017 OX126
- 2017 OY126
- 2017 OZ126
- 2017 OB127
- 2017 OC127
- 2017 OD127
- 2017 OE127
- 2017 OF127
- 2017 OG127
- 2017 OH127
- 2017 OJ127
- 2017 OK127
- 2017 OL127
- 2017 OM127
- 2017 ON127
- 2017 OO127
- 2017 OP127
- 2017 OQ127
- 2017 OR127
- 2017 OS127
- 2017 OT127
- 2017 OU127
- 2017 OV127
- 2017 OW127
- 2017 OX127
- 2017 OY127
- 2017 OZ127
- 2017 OA128
- 2017 OB128
- 2017 OD128
- 2017 OE128
- 2017 OF128
- 2017 OH128
- 2017 OJ128
- 2017 OK128
- 2017 OL128
- 2017 OM128
- 2017 ON128
- 2017 OO128
- 2017 OP128
- 2017 OQ128
- 2017 OR128
- 2017 OS128
- 2017 OT128
- 2017 OU128
- 2017 OV128
- 2017 OW128
- 2017 OX128
- 2017 OY128
- 2017 OZ128
- 2017 OA129
- 2017 OB129
- 2017 OC129
- 2017 OD129
- 2017 OE129
- 2017 OF129
- 2017 OG129
- 2017 OH129
- 2017 OJ129
- 2017 OK129
- 2017 OL129
- 2017 OM129
- 2017 ON129
- 2017 OO129
- 2017 OP129
- 2017 OR129
- 2017 OT129
- 2017 OU129
- 2017 OV129
- 2017 OW129
- 2017 OX129
- 2017 OZ129
- 2017 OC130
- 2017 OD130
- 2017 OE130
- 2017 OF130
- 2017 OJ130
- 2017 OK130
- 2017 OL130
- 2017 OM130
- 2017 ON130
- 2017 OO130
- 2017 OP130
- 2017 OQ130
- 2017 OR130
- 2017 OS130
- 2017 OT130
- 2017 OU130
- 2017 OW130
- 2017 OX130
- 2017 OY130
- 2017 OZ130
- 2017 OA131
- 2017 OB131
- 2017 OC131
- 2017 OD131
- 2017 OE131
- 2017 OF131
- 2017 OG131
- 2017 OH131
- 2017 OJ131
- 2017 OK131
- 2017 OL131
- 2017 OM131
- 2017 OO131
- 2017 OP131
- 2017 OQ131
- 2017 OR131
- 2017 OS131
- 2017 OT131
- 2017 OU131
- 2017 OV131
- 2017 OW131
- 2017 OX131
- 2017 OY131
- 2017 OZ131
- 2017 OA132
- 2017 OB132
- 2017 OC132
- 2017 OD132
- 2017 OE132
- 2017 OF132
- 2017 OG132
- 2017 OH132
- 2017 OM132
- 2017 ON132
- 2017 OP132
- 2017 OQ132
- 2017 OR132
- 2017 OS132
- 2017 OT132
- 2017 OU132
- 2017 OW132
- 2017 OX132
- 2017 OY132
- 2017 OZ132
- 2017 OA133
- 2017 OB133
- 2017 OD133
- 2017 OE133
- 2017 OF133
- 2017 OG133
- 2017 OH133
- 2017 OJ133
- 2017 OK133
- 2017 OL133
- 2017 OM133
- 2017 ON133
- 2017 OO133
- 2017 OP133
- 2017 OQ133
- 2017 OR133
- 2017 OS133
- 2017 OT133
- 2017 OU133
- 2017 OV133
- 2017 OW133
- 2017 OX133
- 2017 OY133
- 2017 OZ133
- 2017 OA134
- 2017 OB134
- 2017 OC134
- 2017 OD134
- 2017 OG134
- 2017 OH134
- 2017 OJ134
- 2017 OL134
- 2017 OM134
- 2017 ON134
- 2017 OO134
- 2017 OP134
- 2017 OQ134
- 2017 OR134
- 2017 OS134
- 2017 OT134
- 2017 OU134
- 2017 OV134
- 2017 OW134
- 2017 OX134
- 2017 OY134
- 2017 OZ134
- 2017 OA135
- 2017 OB135
- 2017 OC135
- 2017 OD135
- 2017 OE135
- 2017 OF135
- 2017 OH135
- 2017 OJ135
- 2017 OK135
- 2017 OL135
- 2017 OM135
- 2017 ON135
- 2017 OO135
- 2017 OP135
- 2017 OQ135
- 2017 OR135
- 2017 OS135
- 2017 OT135
- 2017 OU135
- 2017 OV135
- 2017 OW135
- 2017 OX135
- 2017 OY135
- 2017 OZ135
- 2017 OA136
- 2017 OB136
- 2017 OC136
- 2017 OD136
- 2017 OE136
- 2017 OF136
- 2017 OG136
- 2017 OH136
- 2017 OJ136
- 2017 OK136
- 2017 OL136
- 2017 OM136
- 2017 ON136
- 2017 OO136
- 2017 OP136
- 2017 OQ136
- 2017 OR136
- 2017 OS136
- 2017 OT136
- 2017 OU136
- 2017 OV136
- 2017 OW136
- 2017 OX136
- 2017 OY136
- 2017 OZ136
- 2017 OA137
- 2017 OB137
- 2017 OD137
- 2017 OE137
- 2017 OF137
- 2017 OG137
- 2017 OH137
- 2017 OJ137
- 2017 OK137
- 2017 OL137
- 2017 OM137
- 2017 ON137
- 2017 OO137
- 2017 OP137
- 2017 OQ137
- 2017 OR137
- 2017 OS137
- 2017 OT137
- 2017 OU137
- 2017 OV137
- 2017 OW137
- 2017 OY137
- 2017 OZ137
- 2017 OA138
- 2017 OB138
- 2017 OC138
- 2017 OG138
- 2017 OH138
- 2017 OJ138
- 2017 OK138
- 2017 OL138
- 2017 OM138
- 2017 ON138
- 2017 OO138
- 2017 OP138
- 2017 OQ138
- 2017 OR138
- 2017 OS138
- 2017 OT138
- 2017 OU138
- 2017 OV138
- 2017 OX138
- 2017 OY138
- 2017 OZ138
- 2017 OA139
- 2017 OB139
- 2017 OC139
- 2017 OD139
- 2017 OF139
- 2017 OG139
- 2017 OH139
- 2017 OK139
- 2017 OL139
- 2017 OM139
- 2017 ON139
- 2017 OO139
- 2017 OP139
- 2017 OQ139
- 2017 OR139
- 2017 OS139
- 2017 OT139
- 2017 OU139
- 2017 OV139
- 2017 OX139
- 2017 OA140
- 2017 OB140
- 2017 OC140
- 2017 OD140
- 2017 OE140
- 2017 OG140
- 2017 OH140
- 2017 OJ140
- 2017 OK140
- 2017 OP140
- 2017 OQ140
- 2017 OR140
- 2017 OT140
- 2017 OV140
- 2017 OW140
- 2017 OX140
- 2017 OA141
- 2017 OC141
- 2017 OD141
- 2017 OE141
- 2017 OF141
- 2017 OG141
- 2017 OH141
- 2017 OJ141
- 2017 OK141
- 2017 OM141
- 2017 ON141
- 2017 OO141
- 2017 OS141
- 2017 OT141
- 2017 OU141
- 2017 OV141
- 2017 OW141
- 2017 OX141
- 2017 OY141
- 2017 OZ141
- 2017 OB142
- 2017 OC142
- 2017 OD142
- 2017 OE142
- 2017 OF142
- 2017 OG142
- 2017 OH142
- 2017 OJ142
- 2017 OK142
- 2017 OL142
- 2017 OM142
- 2017 ON142
- 2017 OO142
- 2017 OP142
- 2017 OQ142
- 2017 OR142
- 2017 OS142
- 2017 OT142
- 2017 OU142
- 2017 OV142
- 2017 OW142
- 2017 OX142
- 2017 OZ142
- 2017 OA143
- 2017 OC143
- 2017 OD143
- 2017 OE143
- 2017 OF143
- 2017 OG143
- 2017 OH143
- 2017 OJ143
- 2017 OK143
- 2017 OL143
- 2017 OM143
- 2017 ON143
- 2017 OO143
- 2017 OP143
- 2017 OQ143
- 2017 OR143
- 2017 OS143
- 2017 OT143
- 2017 OU143
- 2017 OV143
- 2017 OW143
- 2017 OX143
- 2017 OY143
- 2017 OZ143
- 2017 OA144
- 2017 OB144
- 2017 OD144
- 2017 OE144
- 2017 OG144
- 2017 OJ144
- 2017 OK144
- 2017 OL144
- 2017 OM144
- 2017 ON144
- 2017 OO144
- 2017 OP144
- 2017 OQ144
- 2017 OR144
- 2017 OS144
- 2017 OT144
- 2017 OU144
- 2017 OV144
- 2017 OW144
- 2017 OX144
- 2017 OY144
- 2017 OZ144
- 2017 OA145
- 2017 OB145
- 2017 OC145
- 2017 OD145
- 2017 OE145
- 2017 OG145
- 2017 OH145
- 2017 OJ145
- 2017 OK145
- 2017 OL145
- 2017 OM145
- 2017 ON145
- 2017 OO145
- 2017 OP145
- 2017 OQ145
- 2017 OR145
- 2017 OS145
- 2017 OT145
- 2017 OU145
- 2017 OV145
- 2017 OW145
- 2017 OX145
- 2017 OY145
- 2017 OZ145
- 2017 OA146
- 2017 OB146
- 2017 OC146
- 2017 OD146
- 2017 OE146
- 2017 OG146
- 2017 OH146
- 2017 OJ146
- 2017 OL146
- 2017 OM146
- 2017 ON146
- 2017 OO146
- 2017 OP146
- 2017 OQ146
- 2017 OR146
- 2017 OS146
- 2017 OT146
- 2017 OU146
- 2017 OV146
- 2017 OW146
- 2017 OX146
- 2017 OY146
- 2017 OZ146
- 2017 OA147
- 2017 OB147
- 2017 OC147
- 2017 OD147
- 2017 OE147
- 2017 OG147
- 2017 OH147
- 2017 OJ147
- 2017 OK147
- 2017 OL147
- 2017 OM147
- 2017 ON147
- 2017 OO147
- 2017 OP147
- 2017 OQ147
- 2017 OR147
- 2017 OS147
- 2017 OT147
- 2017 OU147
- 2017 OV147
- 2017 OW147
- 2017 OX147
- 2017 OY147
- 2017 OZ147
- 2017 OA148
- 2017 OB148
- 2017 OC148
- 2017 OD148
- 2017 OE148
- 2017 OF148
- 2017 OG148
- 2017 OH148
- 2017 OJ148
- 2017 OK148
- 2017 OM148
- 2017 ON148
- 2017 OO148
- 2017 OP148
- 2017 OQ148
- 2017 OR148
- 2017 OS148
- 2017 OT148
- 2017 OU148
- 2017 OV148
- 2017 OW148
- 2017 OX148
- 2017 OY148
- 2017 OA149
- 2017 OB149
- 2017 OC149
- 2017 OD149
- 2017 OF149
- 2017 OG149
- 2017 OH149
- 2017 OK149
- 2017 OL149
- 2017 OM149
- 2017 ON149
- 2017 OO149
- 2017 OP149
- 2017 OQ149
- 2017 OR149
- 2017 OS149
- 2017 OT149
- 2017 OU149
- 2017 OV149
- 2017 OW149
- 2017 OX149
- 2017 OY149
- 2017 OZ149
- 2017 OA150
- 2017 OB150
- 2017 OD150
- 2017 OE150
- 2017 OF150
- 2017 OH150
- 2017 OJ150
- 2017 OK150
- 2017 OL150
- 2017 OM150
- 2017 OO150
- 2017 OP150
- 2017 OR150
- 2017 OS150
- 2017 OT150
- 2017 OU150
- 2017 OV150
- 2017 OW150
- 2017 OX150
- 2017 OY150
- 2017 OZ150
- 2017 OC151
- 2017 OE151
- 2017 OF151
- 2017 OG151
- 2017 OJ151
- 2017 OK151
- 2017 OL151
- 2017 OM151
- 2017 ON151
- 2017 OO151
- 2017 OP151
- 2017 OQ151
- 2017 OR151
- 2017 OS151
- 2017 OT151
- 2017 OU151
- 2017 OV151
- 2017 OW151
- 2017 OX151
- 2017 OY151
- 2017 OZ151
- 2017 OC152
- 2017 OD152
- 2017 OE152
- 2017 OF152
- 2017 OG152
- 2017 OH152
- 2017 OM152
- 2017 ON152
- 2017 OO152
- 2017 OP152
- 2017 OQ152
- 2017 OR152
- 2017 OS152
- 2017 OT152
- 2017 OU152
- 2017 OV152
- 2017 OX152
- 2017 OY152
- 2017 OZ152
- 2017 OA153
- 2017 OB153
- 2017 OC153
- 2017 OD153
- 2017 OE153
- 2017 OF153
- 2017 OG153
- 2017 OH153
- 2017 OK153
- 2017 OL153
- 2017 OM153
- 2017 ON153
- 2017 OO153
- 2017 OR153
- 2017 OS153
- 2017 OT153
- 2017 OU153
- 2017 OV153
- 2017 OW153
- 2017 OX153
- 2017 OY153
- 2017 OZ153
- 2017 OA154
- 2017 OB154
- 2017 OC154
- 2017 OD154
- 2017 OE154
- 2017 OF154
- 2017 OG154
- 2017 OH154
- 2017 OJ154
- 2017 OK154
- 2017 OL154
- 2017 OM154
- 2017 ON154
- 2017 OO154
- 2017 OP154
- 2017 OQ154
- 2017 OR154
- 2017 OS154
- 2017 OT154
- 2017 OU154
- 2017 OV154
- 2017 OW154
- 2017 OX154
- 2017 OY154
- 2017 OZ154
- 2017 OA155
- 2017 OC155
- 2017 OD155
- 2017 OE155
- 2017 OF155
- 2017 OG155
- 2017 OH155
- 2017 OK155
- 2017 OL155
- 2017 OM155
- 2017 ON155
- 2017 OO155
- 2017 OQ155
- 2017 OR155
- 2017 OS155
- 2017 OU155
- 2017 OV155
- 2017 OW155
- 2017 OX155
- 2017 OY155
- 2017 OZ155
- 2017 OA156
- 2017 OB156
- 2017 OC156
- 2017 OD156
- 2017 OE156
- 2017 OF156
- 2017 OG156
- 2017 OH156
- 2017 OJ156
- 2017 OK156
- 2017 OL156
- 2017 OM156
- 2017 ON156
- 2017 OO156
- 2017 OP156
- 2017 OQ156
- 2017 OR156
- 2017 OT156
- 2017 OU156
- 2017 OV156
- 2017 OW156
- 2017 OX156
- 2017 OY156
- 2017 OZ156
- 2017 OB157
- 2017 OC157
- 2017 OD157
- 2017 OE157
- 2017 OF157
- 2017 OG157
- 2017 OH157
- 2017 OJ157
- 2017 OK157
- 2017 OL157
- 2017 OM157
- 2017 ON157
- 2017 OP157
- 2017 OQ157
- 2017 OR157
- 2017 OS157
- 2017 OT157
- 2017 OU157
- 2017 OV157
- 2017 OW157
- 2017 OY157
- 2017 OZ157
- 2017 OA158
- 2017 OB158
- 2017 OC158
- 2017 OD158
- 2017 OE158
- 2017 OF158
- 2017 OG158
- 2017 OH158
- 2017 OJ158
- 2017 OK158
- 2017 OL158
- 2017 ON158
- 2017 OO158
- 2017 OP158
- 2017 OQ158
- 2017 OR158
- 2017 OU158
- 2017 OV158
- 2017 OW158
- 2017 OX158
- 2017 OY158
- 2017 OZ158
- 2017 OA159
- 2017 OB159
- 2017 OC159
- 2017 OD159
- 2017 OE159
- 2017 OF159
- 2017 OG159
- 2017 OH159
- 2017 OJ159
- 2017 OK159
- 2017 OL159
- 2017 OM159
- 2017 ON159
- 2017 OO159
- 2017 OP159
- 2017 OQ159
- 2017 OR159
- 2017 OS159
- 2017 OT159
- 2017 OU159
- 2017 OV159
- 2017 OW159
- 2017 OX159
- 2017 OY159
- 2017 OZ159
- 2017 OA160
- 2017 OB160
- 2017 OC160
- 2017 OD160
- 2017 OE160
- 2017 OF160
- 2017 OG160
- 2017 OH160
- 2017 OJ160
- 2017 OK160
- 2017 OL160
- 2017 OM160
- 2017 ON160
- 2017 OO160
- 2017 OP160
- 2017 OQ160
- 2017 OR160
- 2017 OS160
- 2017 OT160
- 2017 OU160
- 2017 OV160
- 2017 OW160
- 2017 OX160
- 2017 OY160
- 2017 OZ160
- 2017 OA161
- 2017 OB161
- 2017 OC161
- 2017 OD161
- 2017 OE161
- 2017 OF161
- 2017 OG161
- 2017 OH161
- 2017 OJ161
- 2017 OK161
- 2017 OL161
- 2017 OM161
- 2017 ON161
- 2017 OO161
- 2017 OP161
- 2017 OQ161
- 2017 OR161
- 2017 OS161
- 2017 OT161
- 2017 OU161
- 2017 OV161
- 2017 OW161
- 2017 OX161
- 2017 OY161
- 2017 OZ161
- 2017 OA162
- 2017 OB162
- 2017 OC162
- 2017 OD162
- 2017 OF162
- 2017 OG162
- 2017 OH162
- 2017 OJ162
- 2017 OK162
- 2017 OL162
- 2017 OM162
- 2017 ON162
- 2017 OO162
- 2017 OP162
- 2017 OQ162
- 2017 OR162
- 2017 OS162
- 2017 OT162
- 2017 OU162
- 2017 OV162
- 2017 OW162
- 2017 OX162
- 2017 OY162
- 2017 OZ162
- 2017 OA163
- 2017 OB163
- 2017 OC163
- 2017 OD163
- 2017 OE163
- 2017 OF163
- 2017 OG163
- 2017 OH163
- 2017 OJ163
- 2017 OK163
- 2017 OL163
- 2017 OM163
- 2017 ON163
- 2017 OO163
- 2017 OP163
- 2017 OQ163
- 2017 OR163
- 2017 OS163
- 2017 OT163
- 2017 OU163
- 2017 OV163
- 2017 OW163
- 2017 OX163
- 2017 OY163
- 2017 OZ163
- 2017 OA164
- 2017 OB164
- 2017 OC164
- 2017 OD164
- 2017 OE164
- 2017 OF164
- 2017 OG164
- 2017 OH164
- 2017 OJ164
- 2017 OK164
- 2017 OL164
- 2017 OM164
- 2017 ON164
- 2017 OO164
- 2017 OP164
- 2017 OQ164
- 2017 OR164
- 2017 OS164
- 2017 OT164
- 2017 OU164
- 2017 OV164
- 2017 OW164
- 2017 OX164
- 2017 OY164
- 2017 OZ164
- 2017 OA165
- 2017 OB165
- 2017 OC165
- 2017 OD165
- 2017 OE165
- 2017 OF165
- 2017 OG165
- 2017 OH165
- 2017 OJ165
- 2017 OK165
- 2017 OL165
- 2017 OM165
- 2017 ON165
- 2017 OO165
- 2017 OP165
- 2017 OQ165
- 2017 OR165
- 2017 OS165
- 2017 OT165
- 2017 OU165
- 2017 OV165
- 2017 OW165
- 2017 OX165
- 2017 OY165
- 2017 OZ165
- 2017 OA166
- 2017 OB166
- 2017 OC166
- 2017 OD166
- 2017 OE166
- 2017 OF166
- 2017 OH166
- 2017 OK166
- 2017 OL166
- 2017 OM166
- 2017 ON166
- 2017 OO166
- 2017 OP166
- 2017 OQ166
- 2017 OR166
- 2017 OS166
- 2017 OT166
- 2017 OW166
- 2017 OX166
- 2017 OY166
- 2017 OZ166
- 2017 OA167
- 2017 OB167
- 2017 OC167
- 2017 OD167
- 2017 OE167
- 2017 OF167
- 2017 OG167
- 2017 OH167
- 2017 OJ167
- 2017 OK167
- 2017 OL167
- 2017 OM167
- 2017 OO167
- 2017 OP167
- 2017 OQ167
- 2017 OR167
- 2017 OS167
- 2017 OT167
- 2017 OU167
- 2017 OV167
- 2017 OW167
- 2017 OX167
- 2017 OY167
- 2017 OZ167
- 2017 OA168
- 2017 OB168
- 2017 OC168
- 2017 OD168
- 2017 OE168
- 2017 OF168
- 2017 OG168
- 2017 OH168
- 2017 OJ168
- 2017 OK168
- 2017 OL168
- 2017 OM168
- 2017 ON168
- 2017 OO168
- 2017 OP168
- 2017 OQ168
- 2017 OR168
- 2017 OS168
- 2017 OT168
- 2017 OU168
- 2017 OV168
- 2017 OW168
- 2017 OX168
- 2017 OY168
- 2017 OZ168
- 2017 OA169
- 2017 OB169
- 2017 OC169
- 2017 OD169
- 2017 OE169
- 2017 OF169
- 2017 OG169
- 2017 OH169
- 2017 OJ169
- 2017 OK169
- 2017 OL169
- 2017 ON169
- 2017 OP169
- 2017 OQ169
- 2017 OR169
- 2017 OS169
- 2017 OT169
- 2017 OU169
- 2017 OV169
- 2017 OW169
- 2017 OX169
- 2017 OY169
- 2017 OZ169
- 2017 OA170
- 2017 OB170
- 2017 OC170
- 2017 OD170
- 2017 OE170
- 2017 OF170
- 2017 OG170
- 2017 OH170
- 2017 OJ170
- 2017 OK170
- 2017 OL170
- 2017 OM170
- 2017 ON170
- 2017 OO170
- 2017 OP170
- 2017 OQ170
- 2017 OR170
- 2017 OS170
- 2017 OT170
- 2017 OU170
- 2017 OV170
- 2017 OW170
- 2017 OX170
- 2017 OY170
- 2017 OZ170
- 2017 OA171
- 2017 OB171
- 2017 OC171
- 2017 OD171
- 2017 OE171
- 2017 OF171
- 2017 OG171
- 2017 OH171
- 2017 OJ171
- 2017 OK171
- 2017 OL171
- 2017 OM171
- 2017 ON171
- 2017 OO171
- 2017 OP171
- 2017 OQ171
- 2017 OR171
- 2017 OS171
- 2017 OT171
- 2017 OU171
- 2017 OV171
- 2017 OW171
- 2017 OX171
- 2017 OY171
- 2017 OZ171
- 2017 OA172
- 2017 OB172
- 2017 OC172
- 2017 OD172
- 2017 OE172
- 2017 OF172
- 2017 OG172
- 2017 OH172
- 2017 OJ172
- 2017 OK172
- 2017 OL172
- 2017 OM172
- 2017 ON172
- 2017 OO172
- 2017 OP172
- 2017 OQ172
- 2017 OR172
- 2017 OS172
- 2017 OT172
- 2017 OU172
- 2017 OV172
- 2017 OW172
- 2017 OX172
- 2017 OY172
- 2017 OZ172
- 2017 OA173
- 2017 OB173
- 2017 OC173
- 2017 OD173
- 2017 OE173
- 2017 OF173
- 2017 OG173
- 2017 OH173
- 2017 OJ173
- 2017 OK173
- 2017 OL173
- 2017 OM173
- 2017 ON173
- 2017 OO173
- 2017 OP173
- 2017 OQ173
- 2017 OR173
- 2017 OS173
- 2017 OT173
- 2017 OU173
- 2017 OV173
- 2017 OW173
- 2017 OX173
- 2017 OY173
- 2017 OZ173
- 2017 OA174
- 2017 OB174
- 2017 OC174
- 2017 OD174
- 2017 OE174
- 2017 OF174
- 2017 OG174
- 2017 OH174
- 2017 OJ174
- 2017 OK174
- 2017 OL174
- 2017 OM174
- 2017 ON174
- 2017 OO174
- 2017 OP174
- 2017 OQ174
- 2017 OR174
- 2017 OS174
- 2017 OT174
- 2017 OU174
- 2017 OV174
- 2017 OW174
- 2017 OX174
- 2017 OY174
- 2017 OZ174
- 2017 OA175
- 2017 OB175
- 2017 OC175
- 2017 OD175
- 2017 OE175
- 2017 OF175
- 2017 OG175
- 2017 OH175
- 2017 OJ175
- 2017 OK175
- 2017 OL175
- 2017 OM175
- 2017 ON175
- 2017 OO175
- 2017 OP175
- 2017 OQ175
- 2017 OR175
- 2017 OS175
- 2017 OT175
- 2017 OU175
- 2017 OV175
- 2017 OW175
- 2017 OX175
- 2017 OY175
- 2017 OZ175
- 2017 OA176
- 2017 OB176
- 2017 OC176
- 2017 OD176
- 2017 OE176
- 2017 OF176
- 2017 OG176
- 2017 OH176
- 2017 OJ176
- 2017 OK176
- 2017 OL176
- 2017 OM176
- 2017 ON176
- 2017 OO176
- 2017 OP176
- 2017 OQ176
- 2017 OR176
- 2017 OS176
- 2017 OT176
- 2017 OU176
- 2017 OV176
- 2017 OW176
- 2017 OX176
- 2017 OY176
- 2017 OZ176
- 2017 OA177
- 2017 OB177
- 2017 OC177
- 2017 OD177
- 2017 OE177
- 2017 OF177
- 2017 OG177
- 2017 OH177
- 2017 OJ177
- 2017 OK177
- 2017 OL177
- 2017 OM177
- 2017 ON177
- 2017 OO177
- 2017 OP177
- 2017 OQ177
- 2017 OR177
- 2017 OS177
- 2017 OT177
- 2017 OU177
- 2017 OV177
- 2017 OW177
- 2017 OX177
- 2017 OY177
- 2017 OZ177
- 2017 OA178
- 2017 OB178
- 2017 OC178
- 2017 OD178
- 2017 OE178
- 2017 OF178
- 2017 OG178
- 2017 OH178
- 2017 OJ178
- 2017 OK178
- 2017 OM178
- 2017 ON178
- 2017 OO178
- 2017 OP178
- 2017 OQ178
- 2017 OR178
- 2017 OS178
- 2017 OT178
- 2017 OU178
- 2017 OV178
- 2017 OW178
- 2017 OX178
- 2017 OY178
- 2017 OZ178
- 2017 OA179
- 2017 OB179
- 2017 OC179
- 2017 OD179
- 2017 OE179
- 2017 OF179
- 2017 OG179
- 2017 OH179
- 2017 OJ179
- 2017 OK179
- 2017 OL179
- 2017 OM179
- 2017 ON179
- 2017 OO179
- 2017 OP179
- 2017 OQ179
- 2017 OR179
- 2017 OS179
- 2017 OT179
- 2017 OV179
- 2017 OW179
- 2017 OX179
- 2017 OZ179
- 2017 OA180
- 2017 OB180
- 2017 OC180
- 2017 OD180
- 2017 OE180
- 2017 OF180
- 2017 OG180
- 2017 OH180
- 2017 OJ180
- 2017 OL180
- 2017 OM180
- 2017 ON180
- 2017 OO180
- 2017 OP180
- 2017 OQ180
- 2017 OR180
- 2017 OT180
- 2017 OU180
- 2017 OV180
- 2017 OW180
- 2017 OX180
- 2017 OA181
- 2017 OD181
- 2017 OE181
- 2017 OF181
- 2017 OG181
- 2017 OJ181
- 2017 OK181
- 2017 OL181
- 2017 OM181
- 2017 ON181
- 2017 OO181
- 2017 OQ181
- 2017 OR181
- 2017 OS181
- 2017 OT181
- 2017 OU181
- 2017 OV181
- 2017 OW181
- 2017 OX181
- 2017 OA182
- 2017 OB182
- 2017 OC182
- 2017 OD182
- 2017 OG182
- 2017 OH182
- 2017 OJ182
- 2017 OK182
- 2017 OL182
- 2017 OM182
- 2017 ON182
- 2017 OP182
- 2017 OQ182
- 2017 OR182
- 2017 OS182
- 2017 OT182
- 2017 OU182
- 2017 OV182
- 2017 OW182
- 2017 OX182
- 2017 OY182
- 2017 OZ182
- 2017 OA183
- 2017 OB183
- 2017 OC183
- 2017 OD183
- 2017 OE183
- 2017 OF183
- 2017 OG183
- 2017 OH183
- 2017 OJ183
- 2017 OK183
- 2017 OL183
- 2017 OM183
- 2017 OO183
- 2017 OP183
- 2017 OQ183
- 2017 OR183
- 2017 OT183
- 2017 OX183
- 2017 OY183
- 2017 OZ183
- 2017 OA184
- 2017 OB184
- 2017 OC184
- 2017 OD184
- 2017 OE184
- 2017 OF184
- 2017 OG184
- 2017 OH184
- 2017 OJ184
- 2017 OK184
- 2017 OL184
- 2017 OM184
- 2017 ON184
- 2017 OO184
- 2017 OP184
- 2017 OQ184
- 2017 OR184
- 2017 OS184
- 2017 OT184
- 2017 OU184
- 2017 OV184
- 2017 OW184
- 2017 OX184
- 2017 OY184
- 2017 OZ184
- 2017 OA185
- 2017 OB185
- 2017 OC185
- 2017 OD185
- 2017 OE185
- 2017 OF185
- 2017 OG185
- 2017 OH185
- 2017 OJ185
- 2017 OK185
- 2017 OL185
- 2017 OM185
- 2017 ON185
- 2017 OO185
- 2017 OQ185
- 2017 OR185
- 2017 OS185
- 2017 OT185
- 2017 OU185
- 2017 OV185
- 2017 OW185
- 2017 OX185
- 2017 OY185
- 2017 OZ185
- 2017 OA186
- 2017 OB186
- 2017 OC186
- 2017 OD186
- 2017 OE186
- 2017 OF186
- 2017 OG186
- 2017 OH186
- 2017 OJ186
- 2017 OK186
- 2017 OL186
- 2017 OM186
- 2017 ON186
- 2017 OO186
- 2017 OP186
- 2017 OQ186
- 2017 OR186
- 2017 OS186
- 2017 OT186
- 2017 OU186
- 2017 OV186
- 2017 OW186
- 2017 OX186
- 2017 OY186
- 2017 OZ186
- 2017 OA187
- 2017 OB187
- 2017 OC187
- 2017 OD187
- 2017 OE187
- 2017 OF187
- 2017 OG187
- 2017 OH187
- 2017 OK187
- 2017 OL187
- 2017 OM187
- 2017 ON187
- 2017 OO187
- 2017 OP187
- 2017 OQ187
- 2017 OR187
- 2017 OS187
- 2017 OT187
- 2017 OU187
- 2017 OV187
- 2017 OW187
- 2017 OY187
- 2017 OZ187
- 2017 OA188
- 2017 OB188
- 2017 OC188
- 2017 OD188
- 2017 OF188
- 2017 OG188
- 2017 OH188
- 2017 OJ188
- 2017 OK188
- 2017 OL188
- 2017 OM188
- 2017 ON188
- 2017 OO188
- 2017 OP188
- 2017 OQ188
- 2017 OR188
- 2017 OS188
- 2017 OT188
- 2017 OU188
- 2017 OV188
- 2017 OW188
- 2017 OX188
- 2017 OY188
- 2017 OZ188
- 2017 OA189
- 2017 OB189
- 2017 OC189
- 2017 OD189
- 2017 OE189
- 2017 OF189
- 2017 OG189
- 2017 OH189
- 2017 OJ189
- 2017 OK189
- 2017 OL189
- 2017 OM189
- 2017 ON189
- 2017 OO189
- 2017 OP189
- 2017 OQ189
- 2017 OR189
- 2017 OS189
- 2017 OT189
- 2017 OU189
- 2017 OV189
- 2017 OW189
- 2017 OX189
- 2017 OY189
- 2017 OZ189
- 2017 OA190
- 2017 OB190
- 2017 OC190
- 2017 OD190
- 2017 OE190
- 2017 OF190
- 2017 OG190
- 2017 OH190
- 2017 OJ190
- 2017 OK190
- 2017 OL190
- 2017 OM190
- 2017 ON190
- 2017 OO190
- 2017 OP190
- 2017 OQ190
- 2017 OR190
- 2017 OS190
- 2017 OT190
- 2017 OU190
- 2017 OV190
- 2017 OW190
- 2017 OX190
- 2017 OY190
- 2017 OZ190
- 2017 OA191
- 2017 OB191
- 2017 OC191
- 2017 OD191
- 2017 OE191
- 2017 OF191
- 2017 OG191
- 2017 OH191
- 2017 OJ191
- 2017 OK191
- 2017 OL191
- 2017 OM191
- 2017 ON191
- 2017 OO191
- 2017 OP191
- 2017 OQ191
- 2017 OR191
- 2017 OS191
- 2017 OT191
- 2017 OU191
- 2017 OV191
- 2017 OW191
- 2017 OX191
- 2017 OY191
- 2017 OZ191
- 2017 OA192
- 2017 OB192
- 2017 OC192
- 2017 OD192
- 2017 OE192
- 2017 OF192
- 2017 OG192
- 2017 OH192
- 2017 OK192
- 2017 OL192
- 2017 OM192
- 2017 ON192
- 2017 OO192
- 2017 OP192
- 2017 OQ192
- 2017 OR192
- 2017 OS192
- 2017 OT192
- 2017 OU192
- 2017 OV192
- 2017 OX192
- 2017 OY192
- 2017 OZ192
- 2017 OA193
- 2017 OB193
- 2017 OD193
- 2017 OF193
- 2017 OH193
- 2017 OJ193
- 2017 OK193
- 2017 OL193
- 2017 OM193
- 2017 ON193
- 2017 OO193
- 2017 OP193
- 2017 OQ193
- 2017 OR193
- 2017 OS193
- 2017 OT193
- 2017 OU193
- 2017 OV193
- 2017 OW193
- 2017 OY193
- 2017 OZ193
- 2017 OA194
- 2017 OB194
- 2017 OC194
- 2017 OD194
- 2017 OE194
- 2017 OF194
- 2017 OG194
- 2017 OH194
- 2017 OJ194
- 2017 OK194
- 2017 OL194
- 2017 OM194
- 2017 ON194
- 2017 OO194
- 2017 OP194
- 2017 OQ194
- 2017 OR194
- 2017 OS194
- 2017 OT194
- 2017 OU194
- 2017 OV194
- 2017 OW194
- 2017 OX194
- 2017 OY194
- 2017 OZ194
- 2017 OB195
- 2017 OC195
- 2017 OD195
- 2017 OE195
- 2017 OF195
- 2017 OG195
- 2017 OH195
- 2017 OJ195
- 2017 OK195
- 2017 OL195
- 2017 OM195
- 2017 ON195
- 2017 OO195
- 2017 OP195
- 2017 OQ195
- 2017 OR195
- 2017 OS195
- 2017 OT195
- 2017 OU195
- 2017 OV195
- 2017 OW195
- 2017 OX195
- 2017 OY195
- 2017 OZ195
- 2017 OA196
- 2017 OB196
- 2017 OC196
- 2017 OE196
- 2017 OF196
- 2017 OG196
- 2017 OH196
- 2017 OJ196
- 2017 OK196
- 2017 OL196
- 2017 OM196
- 2017 ON196
- 2017 OO196
- 2017 OP196
- 2017 OQ196
- 2017 OR196
- 2017 OS196
- 2017 OT196
- 2017 OU196
- 2017 OV196
- 2017 OW196
- 2017 OX196
- 2017 OY196
- 2017 OZ196
- 2017 OA197
- 2017 OB197
- 2017 OC197
- 2017 OD197
- 2017 OE197
- 2017 OF197
- 2017 OG197
- 2017 OH197
- 2017 OJ197
- 2017 OK197
- 2017 OL197
- 2017 OM197
- 2017 ON197
- 2017 OO197
- 2017 OP197
- 2017 OQ197
- 2017 OR197
- 2017 OS197
- 2017 OT197
- 2017 OU197
- 2017 OV197
- 2017 OW197
- 2017 OX197
- 2017 OY197
- 2017 OZ197
- 2017 OA198
- 2017 OB198
- 2017 OC198
- 2017 OD198
- 2017 OE198
- 2017 OF198
- 2017 OG198
- 2017 OH198
- 2017 OJ198
- 2017 OK198
- 2017 OL198
- 2017 OM198
- 2017 ON198
- 2017 OO198
- 2017 OP198
- 2017 OQ198
- 2017 OR198
- 2017 OS198
- 2017 OT198
- 2017 OU198
- 2017 OV198
- 2017 OW198
- 2017 OX198
- 2017 OY198
- 2017 OZ198
- 2017 OA199
- 2017 OB199
- 2017 OC199
- 2017 OD199
- 2017 OE199
- 2017 OF199
- 2017 OG199
- 2017 OH199
- 2017 OJ199
- 2017 OK199
- 2017 OL199
- 2017 OM199
- 2017 ON199
- 2017 OO199
- 2017 OP199
- 2017 OQ199
- 2017 OR199
- 2017 OS199
- 2017 OT199
- 2017 OU199
- 2017 OW199
- 2017 OX199
- 2017 OY199
- 2017 OZ199
- 2017 OA200
- 2017 OB200
- 2017 OC200
- 2017 OD200
- 2017 OE200
- 2017 OF200
- 2017 OH200
- 2017 OJ200
- 2017 OK200
- 2017 OL200
- 2017 OM200
- 2017 ON200
- 2017 OO200
- 2017 OP200
- 2017 OQ200
- 2017 OR200
- 2017 OS200
- 2017 OT200
- 2017 OU200
- 2017 OV200
- 2017 OW200
- 2017 OX200
- 2017 OY200
- 2017 OZ200
- 2017 OA201
- 2017 OB201
- 2017 OC201
- 2017 OD201
- 2017 OE201
- 2017 OF201
- 2017 OG201
- 2017 OH201
- 2017 OJ201
- 2017 OK201
- 2017 OL201
- 2017 OM201
- 2017 ON201
- 2017 OO201
- 2017 OP201
- 2017 OQ201
- 2017 OR201
- 2017 OS201
- 2017 OT201
- 2017 OU201